# Attagenus attenuatus
Attagenus attenuatus es una especie de coleóptero de la familia Dermestidae.

## Distribución geográfica
Habita en Argelia, Egipto, Israel y  Siria.